# سن مارتین تکسملوکن
سن مارتین تکسملوکن (به اسپانیایی: San Martín Texmelucan de Labastida) از شهرهای کشور مکزیک است که در ایالت پوئیلا قرار دارد و جمعیت آن طبق سرشماری سال ۲۰۱۰ میلادی ۱۳۸٬۱۲۸ نفر بوده است.